# روبي (مسلسل عربي)
روبي هو مسلسل رومانسي درامي عربي، مقتبس عن المسلسل المكسيكي الناجح روبي، بث على قناة إم بي سي 1.
تدور أحداثه حول فتاة جامعية من عائلة فقيرة تدعى روبي لطيفة وخلوقة أمام الجميع تخفي بداخلها طماعا وشخصية انتهازية رغبة في الثراء.

## القصة
روبي فتاة جامعية من عائلة فقيرة اعتقدت أنه بجمالها ومكرها تستطيع أن تصل إلى الثراء الذي طالما حلمت به وتدوس على كل من حولها لتحقيق ذلك حتى لو اضطرت إلى التخلي عن حبها الحقيقي وأصدقائها، وعائلتها التي تحبها. فروبي تحاول بشتى الطرق التخلص من الفقر الذي تعيشه مع أمها وأختها، وتحلم بالزواج من رجل وسيم وثري يعوضها عن الحرمان الذي عاشته داخل عائلتها الصغيرة. تدرس روبي بالجامعة بعد أن حصلت على منحة دراسية، وتتعرف هناك على فتاة من طبقة راقية جميلة وطيبة القلب تدعى «شيرين»، وتصبحان صديقتين. فتحدثها شيرين عن إعاقتها بسبب حادث وقع لها في صغرها فقدت على إثره والدتها وأصبحت هي عاجزة لا تستطيع المشي إلا بدعامات. تحب شيرين روبي كثيرا وتتعلق بها وتثق بها في حين أن هذه الأخيرة لا تحبها وتغار منها، خاصة بعد أن تعرفت شيرين على تامر، الشاب الوسيم والغني، يأتي لزيارة شيرين في بيروت صحبة صديق له يدعى «عمر» وهو طبيب. بعد لقاء عمر بروبي يقعان في حب بعضهما من أول نظرة وتعتقد روبي أن الحظ قد ابتسم لها أخيرا، لكنها سرعان ما تصاب بخيبة أمل بعد أن تعرف أن الطبيب عمر فتى بسيط مثلها لا يملك لا الجاه ولا المال. في هذه الفترة يقرر تامر الزواج بشيرين لكن روبي تعمل المستحيل لكي تفرق بين صديقتها وخطيبها، وتنجح بإغوائه بسحرها وجمالها من أجل الحصول على ماله وتحقيق ما عاشت تحلم به منذ صباها.

## الطاقم والشخصيات

### الشخصيات الرئيسية
- سيرين عبد النور بدور روبي
- مكسيم خليل بدور عمر
- أمير كرارة بدور تامر

### الشخصيات الأخرى
- زكي فطين عبد الوهاب في دور فتحي
- يوسف فوزي في دور فاروق
- عزت أبو عوف في دور رياض سشاهين
- حنان يوسف في دور نبيلة
- بياريت قطريب في دور رشا
- ختام اللحام في دور وردة
- جناح فاخوري في دور أم عبده
- ندى أبو فرحات في دور نغم
- ندى ريمي في دور اليسار
- أسعد خطاب في دور كريم
- ديامان بوعبود في دور شرين
- رندة كعكي في دور ست دنيا
- تقلا شمعون في دور عاليا
- دينا الشربيني في دور سارة
- وليد العلايلي في دور دكتور حداد
- كارلا بطرس في دور دلال
- فادي إبراهيم في دور أديب
- ليزا دبس في دور مايا
- نور هلال في دور نورة
- محمد العمروسي في دور مدحت
- شادي حداد في دور أشرف
- ميرا ويارا سعد في دور قمر وليل

## النسخة الأصلية
يذكر أن قصة هذا المسلسل مأخوذة عن قصة المسلسل المكسيكي الذي يحمل نفس الاسم روبي والذي تم دبلجته من قبل إلى اللغة العربية الفصحى وعرضت النسخة المدبلجة على قنوات عربية عديدة منهم إم بي سي 4.

## وصلات خارجية
الصفحة الرسمية للمسلسل على موقع قناة mbc1 وmbc دراما